# Điều kỳ diệu ở thành Bern
Điều kỳ diệu ở thành Bern là tựa tiếng Việt của phim Đức Das Wunder von Bern của đạo diễn Sönke Wortmann, sản xuất năm 2003, từ kịch bản mà ông viết chung với Rochus Hahn. Phim kể về chiến thắng phi thường của đội bóng đá quốc gia Tây Đức trong giải vô địch bóng đá thế giới 1954 ở Bern, Thụy Sĩ. Ngoài ra phim này còn nói về những khó khăn của một tù nhân chiến tranh trở về quê nhà hội nhập vào gia đình, mà đã sống nhiều năm không có ông. Nhưng song song với thành công trên của nước Đức ông ta càng ngày càng gần gũi trở lại với con trai và gia đình. 

## Tóm lược
Chuyện phim xảy ra vào năm 1954. Richard Lubanski (đóng bởi Peter Lohmeyer), công nhân hầm mỏ được gởi ra chiến trường, là tù nhân chiến tranh, sau những năm dài bị giam giữ tại Liên Xô được về với gia đình ở thành phố Essen (vùng Ruhrgebiet), có cảm tưởng như mình đang sống với những người xa lạ. Những người con của ông bây giờ đã trưởng thành, có đời sống riêng của họ. Con trai lớn, Bruno, dò hỏi vai trò của ông dưới thời Hitler. Ingrid con gái ông, thì cặp bồ với một người lính Anh (kẻ thù cũ). Vợ ông, sau nhiều năm phải lãnh trách nhiệm cho cả gia đình, có những tư tưởng độc lập. Còn đứa con trai út, Matthias, mà ông chưa bao giờ thấy trước đó, thì hâm mộ đá banh, và những cầu thủ bóng đá lừng danh, những tên tuổi mà ông chưa bao giờ nghe tới. Nhất là cầu thủ quốc gia Helmut Rahn của đội Rot-Weiß-Essen, người mà nó ngưỡng mộ nhất và xem như là cha nó. Bởi vậy ông gặp khó khăn hòa nhập vào đời sống gia đình.
Còn Helmut Rahn thì nản lòng vì không được huấn luyện viên Sepp Herberger cho là cầu thủ chính, vòng đầu chỉ được cho đá trong trận đấu với đội Hungary. Nhưng rồi thì đội Đức, được coi là ít có khả năng thắng, đã lọt vào chung kết. 
Rồi từ từ quan hệ giữa cha và con út tốt đẹp và gần gũi hơn sau những khó khăn ban đầu. Cũng như Helmut Rahn, một tấm gương lớn của Matthias, ban đầu không được cho đấu, đã đá vô quả 3-2 đưa tới chiến thắng cho nước Đức, gây nên tinh thần yêu nước và hứng khởi cho người Đức sau nhiều năm buồn thảm vì thua trận.
Phim cũng nói về một cặp vợ chồng, vợ xuất thân từ một gia đình giàu có, chồng là phóng viên thể thao. Cả hai mang lại cho cuốn phim một phần vui tươi, và cũng cho thấy cái nhìn khác biệt của đàn ông và phụ nữ về bóng đá.

## Sách báo
- Christof Siemes: Das Wunder von Bern. Roman. Nach einem Drehbuch von Sönke Wortmann und Rochus Hahn. Mit zahlreichen Originalaufnahmen und einer Geschichte der Fußball-Weltmeisterschaft 1954. Kiepenheuer & Witsch, Köln 2003, ISBN 3-462-03343-3.
- Maik Wieczorek: Der Einfluss des Kameramanns auf den deutschen Kinofilm. Eine Fallstudie zum Film 'Das Wunder von Bern' und seinem Kameramann Tom Fährmann. VDM Verlag Dr. Müller, Saarbrücken 2011, ISBN 978-3-639-35273-3.
- Sonja Witte: „Das Wunder von Bern. Katharsis der Nation", in: kittkritik (Hg.) Deutschlandwunder. Wunsch und Wahn in der postnazistischen Gesellschaft, Ventil Verlag, Mainz 2007,ISBN 978-3-931555-71-9